# ノンコーディングRNA
ノンコーディングRNA（non-coding RNA、ncRNA、非コードRNA）はタンパク質へ翻訳されずに機能するRNAの総称であり、非翻訳性RNA（non-translatable RNA）。ノンコーディングRNAを発現する遺伝子を、ノンコーディングRNA遺伝子あるいは、単にRNA遺伝子と呼ぶことがある。

## 概要
ノンコーディングRNAとは、タンパク質に翻訳されるmRNAに相対して付けられた、「それ以外の」RNAの総称に過ぎず、以下に述べるように20ヌクレオチド程度の低分子量のものから100 kbにも至るような様々なノンコーディングRNAが報告されている。その分子量の違いから容易に推測されるように、機能分子としてのノンコーディングRNAに共通点は見られず、従ってその生理機能も多様である。
ノンコーディングRNAはしばしば機能性RNA（functional RNA）と言い表されることがあるが、一部のアンチセンスRNAでみられるように、転写産物であるRNA分子それ自体には生物学的な機能がなく、その遺伝子座で転写が起こることが重要である場合や、そもそもノンコーディングRNA遺伝子そのものが生体にとって必要でない場合もみられるため、厳密にはすべてのノンコーディングRNAが機能性RNAであるわけではない。
最も有名で量も多いノンコーディングRNAは、翻訳過程で機能する転移RNA（tRNA）とリボソームRNA（rRNA）であるが、それ以外にも、1980年代初期の低分子量核内RNAの発見や、1990年代後期のマイクロRNAの発見など、基本的な代謝から個体発生や細胞分化までの実に様々な生命現象に関与するノンコーディングRNAが数多く見出されており、ノンコーディングRNAは以前考えられたよりもはるかに重要な役割を有すると考えられるようになった。
ヒトゲノム解読とトランスクプトーム解析が明らかにしたことの1つとして、ヒトゲノムのわずか2％しかタンパク質をコードしていないことがあげられる。ncRNAはこれまで転写、RNAプロセッシング、RNA分解、翻訳などの遺伝子発現の様々な段階に影響を与えることが知られている。

## ノンコーディングRNAの分類
RNAの構造は一次構造（塩基配列）、二次構造（相補鎖形成によるステムループ、バルジ、シュードノットなどの構造）、三次構造（分子の全体あるいは一部がとる立体構造）の観点から述べることができるが、ノンコーディングRNAの一部は進化的に保存された一次構造、あるいは二次構造を含むことが知られており、これらの構造上の特徴が生化学的な分子活性に重要であることが示されている。このような構造上の特徴をもとに、ノンコーディングRNAは大きく以下のように分類することができる。

### 転移RNA（transfer RNA、tRNA）
転移RNA（てんい-、transfer RNA）は73〜93塩基の長さの小さなRNAであり、翻訳反応において、合成中のポリペプチド鎖にアミノ酸を転移させるためのアダプター分子である。通常tRNAと略記されるが、運搬RNA、トランスファーRNAなどとも呼ばれる。アミノアシルtRNA合成酵素の働きにより、それぞれ特定のアミノ酸と結合してアミノアシルtRNA（amino acyl-tRNA）となる。tRNAに含まれるアンチコドンはリボソーム中でmRNA上の塩基配列（コドン）を認識し結合する。この過程でmRNA上の塩基配列に対応した正しいアミノ酸がポリペプチド鎖に取込まれる。また、ある種のtRNAはレトロトランスポゾンの逆転写反応のプライマーとして機能することが知られている。

### リボソームRNA（ribosomal RNA、rRNA）
リボソームRNAは翻訳反応を司るリボソームの主要な構成成分であり、通常rRNAと省略して表記される。細胞内でもっとも大量に存在するRNA種である。真核生物では、リボソーム大サブユニット（60Sサブユニット）に28S, 5.8S, 5S rRNAが、小サブユニット（40Sサブユニット）に18Sが含まれている。一方、原核生物には大サブユニット（50Sサブユニット）に23S, 5Sが、小サブユニット（30Sサブユニット）に16Sが含まれている。リボソームは40種類以上のリボソームタンパク質を含むリボ核酸複合体であるが、原核生物ではペプチド結合の生成反応が大サブユニット中で進行し23S rRNAが触媒活性に関与する事がわかっている。rRNAは最も詳細な研究が行われているノンコーディングRNAである。

### 核内低分子RNA（small nuclear RNA、snRNA）
snRNAは真核生物の核内に存在する低分子RNAの一群であり、他のタンパク質とともにRNAスプライシング（hnRNAからイントロンを除去する）やrRNAプロセシングを初めとした様々な反応過程に関わっている。snRNAとタンパク質との複合体を核内リボタンパク質複合体（small nuclear ribonucleoprotein complex、snRNP）と呼ぶ。snRNAの中でもウリジンに富んだ配列を持つものはU snRNA（あるいはU RNA）と呼ばれ、U1、U2、U4、U5、U6は標準的なRNAスプライシング反応に関与していることが知られている。これらのU snRNAを含むsnRNPは、スプライソソーム（spliceosome）と呼ばれる巨大酵素複合体を形成する。スプライソソームはRNAのホスホジエステル結合の転移反応（ラリアット構造形成反応とエクソンの再結合反応）を触媒するリボザイムであり、その反応中心はU6 RNAとMg++イオンにより形成される。

### 核小体低分子RNA（small nucleolar RNA、snoRNA）
snoRNAはrRNAや他のRNAの化学的修飾（メチル化やシュードウリジル化など）に関与する一群の低分子RNAであり、標的核酸分子と相補的塩基対を形成するガイドRNAである。snoRNAはタンパク質と複合体（small nucleolar ribonucleoprotein complex、snoRNP）を形成し、多くは核内の核小体に局在する。snoRNPには化学修飾を触媒する酵素タンパク質が含まれていることが多い。テロメアの伸長反応を行うテロメラーゼに含まれるRNA構成要素（telomere RNA component、TERC）はsnoRNAの一種であり、テロメラーゼに含まれる逆転写酵素（telomere reverse transcriptase、TERT）はTERCを鋳型としたDNA合成によりテロメアの伸長を行う。

### シグナル認識複合体 RNA（signal recognition particle RNA、SRP RNA）
シグナル認識複合体（signal recognition particle、SRP）は原核生物および真核生物において広く保存されたRNAタンパク質複合体であり、タンパク質の輸送・分泌に重要な役割を果たしている。SRPは翻訳中のリボソームから輩出される新生ポリペプチドのアミノ末端に存在するシグナル配列を認識し、原核生物では細胞膜、真核生物では小胞体に存在するSRP受容体を介して、翻訳中のリボソームを分泌タンパク質輸送体へと受け渡している。真核生物のSRP RNAはしばしば7S RNAと、原核生物のそれは4.5S RNAと呼ばれる。

### 小さなRNA（small RNA）
小さなRNAは文字通り20～30塩基の非常に低分子のRNAで、ウイルスなどに由来する長い二本鎖RNAからつくられRNA干渉を引き起こすsiRNA(small interfering RNA)、ゲノムにコードされ標的遺伝子の発現調節を行うmiRNA(microRNA)、生殖細胞においてトランスポゾンなどからゲノムを守るpiRNA(PIWI-interacting RNA)などが知られている。これらのsmall RNAは、由来や生合成過程は大きく異なるものの、成熟体は20～30塩基程度の一本鎖RNAであり、Argonauteファミリー蛋白質を核とするRNA誘導サイレンシング複合体（RNA-induced silencing complex、RISC）をエフェクターとして機能するという共通点をもっている。RISCの分子機能および形成過程については後述する。

### 長鎖ノンコーディングRNA（long noncoding RNA、lncRNA）
長鎖ncRNAは多様な機能を担っていることが明らかにされているが、これまでに解析された例の多くは、核内構造体構築あるいはエピジェネティック制御に関与している。核内構造体構築ではNEAT1やMALAT1、エピジェネティック制御では、哺乳類の遺伝子量補償に重要な役割を果たすXist RNAや、同じくショウジョウバエの遺伝子量補償に関与するroX RNAなどが挙げられる。上記以外に多数の研究報告例があるものとしては、分裂酵母の減数分裂期におけるRNAの安定性制御に関わるMeiRNAや、ステロイドホルモンの受容体と結合し、転写の活性化に関与することが知られているSRA（steroid hormone RNA activator）などが知られている。小分子RNAとくらべてlncRNAの作用様式は極めて多種多様であり、全てのlncRNAに共通するエフェクター複合体は存在しないと考えられている。しかしながら、lncRNAの発現には以下のような傾向が見られることが知られている。
1．mRNAに比べて遺伝子あたりの発現量が少ないものが多い。
2．細胞種特異的、あるいは時期特異的に発現するものが多い。
3．細胞の核に局在するものが多い。
4．種特異的なものが多い。
あらためて述べるまでもなく、これらはlncRNA全体を俯瞰したときに観察される偏りに過ぎないが、一般的にlncRNAは進化速度の速い分子種で、細胞分化や発生における遺伝子発現制御に重要な役割を果たす可能性が指摘されている。

### 環状RNA（circular RNA、circRNA）
RNAの3'末端付近を5'スプライス部位、5'末端付近を3'スプライス部位としてRNAスプライシングが行われると、環状RNAが産生され、このような環状RNAは末端構造を持たないことから化学的に安定であり、mRNAの場合は翻訳効率が高まることが期待される。一方で、いくつかの環状RNAはタンパク質をコードしていないことが知られており、miRNAと相補的な領域を介してmiRNAと結合することで、miRNAによる遺伝子発現抑制の効果を弱めていることが知られている。

### mRNAの非翻訳領域
原核生物・真核生物を問わず、いくつかのmRNAでは、タンパク質として翻訳されない領域（英：untranslated region: UTR、非翻訳領域）の中に、シスに（つまり連結した配列上で）機能するシスエレメントを含む場合がある。特に原核生物ではこのような制御配列が多く同定されており、RNAの分子機能を考える上でUTRに含まれる制御配列は非常に重要である。代表的なUTRの制御配列として、特定の代謝産物と直接結合することで転写終結や翻訳を制御する配列“リボスイッチ”や、翻訳終止の代わりにセレノシステイン挿入を指示する配列“SECIS”（セレノシステイン挿入配列）がある。

### その他のncRNA
上記のような分類に当てはまらない、現時点ではやや特殊と思われるノンコーディングRNAも多数報告されており、その例をいくつか挙げておく。
gRNA
gRNA（guide RNA）は、トリパノソーマにおけるキネトプラスチド（ミトコンドリア）のRNA編集に働くRNAである。トリパノソーマにおけるRNA編集では、mRNA上で数塩基のウラシル（U）が挿入または除去されることが知られているが、gRNAはmRNAの対応する配列に相補的に結合する配列を含み、編集装置であるeditosomeの一部としてmRNA編集をガイドする。
なお、単に"guide RNA"というときは、相補的結合によってRNA・タンパク質複合体を標的核酸分子へとガイドするRNA（snoRNAを指すことが多い）という広い意味で用いられることが普通である。
pRNA
DNA型バクテリオファージの1種のφ-29は、約120塩基の同じRNAからなる6量体を動力要素（エネルギー源はATP）とするDNAパッケージング装置を持っている。このようなものが一般的かどうかはまだ明らかでない。

## RNAサイレンシングによる遺伝子発現制御
小さなRNAは、共通するエフェクター複合体であるRNA誘導サイレンシング複合体（RNA-induced silencing complex、RISC）を介してその機能が発揮される。以下では主にRISCの形成過程と機能について述べる。
小さなRNAは二本鎖RNAから生産される
小さなRNAのうち、siRNAとmiRNAは由来や構造は異なるが、ともに生合成の中間体として二本鎖RNAの状態を経由するため、RISC形成過程には共通点が多い。siRNAはウイルス感染など外因性の長い二本鎖RNAや両方向あるいは逆位反復配列の転写などによる内因性の長い二本鎖RNAを前駆体とし、Dicerとよばれる酵素による切断を受け、siRNA二本鎖として生合成される。一方でmiRNAはpol Ⅱまたはpol Ⅲによって合成された一時転写産物（pri-miRNA）が、核内でDroshaとよばれる酵素による切断を受けて、30塩基程度の二本鎖領域を含むヘアピン型の前駆体miRNA(pre-miRNA)が作られた後、細胞質に輸送され、さらにDicerにループ部分を切り落とされることによりmiRNA二本鎖として生合成される。siRNA二本鎖もmiRNA二本鎖も、ともに21～23塩基程度の二本鎖RNAであり、二本鎖の5’末端にはリン酸基を、3’末端には2塩基程度の突出構造（オーバーハング）をもつ。これに対して、小さなRNAのエフェクター複合体であるRISCにはArgonaute蛋白質と一本鎖RNAのみが含まれる。したがってsiRNA二本鎖やmiRNA/miRNA*二本鎖がRISCを形成するためには少なくとも「小分子RNA二本鎖のArgonaute蛋白質への積み込み」と「Argoneute中での二本鎖の引き剥がしと片鎖の排出」という2段階の反応が必要になる。このとき、最終的にRISC中で標的mRNA認識に与るものをガイド鎖、排出される方の鎖をパッセンジャー鎖と呼ぶ。miRNAを含むRISCの場合、二本鎖miRNAのうちいずれがガイド鎖になることがあらかじめ決まっていることが多く、5'末端の塩基対がより解離しやすい方がガイド鎖となる。このとき、miRNA二重鎖のうちガイド鎖をmiRNA、パッセンジャー鎖をmiRNA*、miRNA二重鎖をmiRNA/miRNA*と表記する（「*」はスターと読む）。
二本鎖RNAのArgonauteへの積み込み
siRNA二本鎖あるいはmiRNA/miRNA*二本鎖が二本鎖のままArgonauteに入った状態をpre-RISCとよぶ。Pre-RISCは小分子RNAとArgonauteが自発的に結合することによって作られるわけではなく、Hsc70やHsp90を中心とする分子シャペロンによるATPの加水分解が必要であることが知られている。シャペロンはRNAと結合していないArgonauteの構造を大きく変化させることにより、ArgonauteがsiRNA二本鎖やmiRNA/miRNA*二本鎖を取り込めるような状態を作り出していると考えられている。piRNAのような一本鎖RNAもRISCを形成するがこの機序は十分に明らかになっていない。取り込まれた二本鎖のうちどちらの鎖がガイド鎖でどちらの鎖がパッセンジャー鎖になるかはRNA二本鎖がArgonauteに積み込まれる際の方向によってすでに運命づけられている。ArgonauteのMIDドメインとPIWIドメインの境界面付近には、リン酸基結合ポケットがあり二本鎖RNAがArgonauteに積み込まれる際にはガイド鎖の5’末端のリン酸残基がこのポケットに固定される。Argonauteとガイド鎖のリン酸骨格の間には多くの特異的相互作用が生じることが知られている。一方でパッセンジャー鎖とArgonauteの間に生じる相互作用は極めて少ない。
Argonaute中でのRNA二本鎖の引き剥がしと片鎖の排出
Argonauteに方向性をもって積み込まれたRNA二本鎖は少なくとも2つの異なる様式で一本鎖化され、RISC（mature-RISC）を形成する。RNAを切断する活性をスライサー活性という。ArgonauteのPIWIドメインはRNase H様の構造をもっており、Argonauteの中にはスライサー活性を持つものがある。例えば、ヒトやショウジョウバエのAgo2はスライサー活性をもつが、ショウジョウバエAgo1のスライサー活性は非常に弱く、ヒトのAgo1、Ago2、Ago4はスライサー活性を持たない。スライサー活性をもつヒトやハエのAgo2に、siRNA二本鎖のような完全に相補的な二本鎖RNAが積み込まれるとパッセンジャー鎖の中央が切断される。この切断によってガイド鎖－パッセンジャー鎖間の熱力学的安定性は大幅に低下し、パッセンジャー鎖が排出され、ガイド鎖のみがArgonauteに固定された状態、すなわちRISC（mature-RISC）が生じる。
一方でスライサー活性を持たないArgonauteの場合、あるいは天然のmiRNA/miRNA*二本鎖に多く見られるように中央付近にミスマッチを含むようなRNA二本鎖がArgonauteに取り込まれた場合には、パッセンジャー鎖の切断は起こらない。しかしそれでもArgonauteによってゆっくりと二本鎖が引きはがされ、Argonauteにしっかりと固定されていない方の鎖、すなわちパッセンジャー鎖が排出されRISCが形成される。このとき、二本鎖RNAのガイド鎖の5’末端から数えて2～7塩基目のseed領域あるいは12~15塩基目の3’supplementary領域にミスマッチがあると引き剥がしの速度は飛躍的に向上する。実際、天然のmiRNA/miRNA*二本鎖は中央部分に加えてこれらの領域にミスマッチを含むことが多く、RISC形成における二本鎖RNAの積み込みとパッセンジャー鎖の排出の両方のステップに適した構造をとっているといえる。

### RISCの機能
RISCは自身がもつガイドRNAと相補的な標的配列をもつRNAに結合し、標的を切断したり、翻訳の抑制やポリA鎖の短縮などを引き起こす。一般に小分子RNAがどのように働くかはsmall RNAの生合成過程よりもむしろ、取り込まれるArgonaute蛋白質の性質に依存する。いいかえれば、small RNAはArgonauteを標的RNAへ導くガイドとしての働きをしているだけであり、実際の機能を発揮しているのはArgonaute蛋白質である。スライサー活性をもつArgonauteがガイド鎖と相補性の高い標的配列に結合した場合にはパッセンジャー鎖の切断と全く同じメカニズムにより標的mRNAを切断する。これに対してスライサー活性を持たないArgonauteの場合、あるいはガイド鎖と標的配列の中央付近にミスマッチが存在する場合には切断は起こらないが、標的配列上に結合し、下流のサイレンシング因子をよびこむ足場として機能する。
一般にsiRNAは相補的な長い二本鎖RNAから作られるため、siRNAの配列は自身が由来するRNAと完全に相補的であり、その切断を行うことができる。一方でmiRNAは標的mRNAとの相補性がseed領域（あるいはseed領域に加えて3’supplementary領域）に限定される場合が多く、一般に切断は行わずに翻訳抑制などのサイレンシングを誘導する。例外として哺乳類のmiR-196はHOXB8 mRNAに対してほぼ完全に相補的であり、その切断を行うことが知られている。またsiRNAなどの小分子RNAは1つの細胞の中で働くわけではなく、細胞間、あるいは組織間あるいは世代間のシグナルとして働くことが知られている。シグナルとして働く場合もRISCあるいは何らかのRNA-蛋白質複合体としてシグナル伝達していると考えられている。

## ノンコーディングRNAによる核内構造体構築
哺乳類細胞の核内の核内構造体は膜構造を持たず染色体テリトリー（クロマチン間領域）という領域を形成している。クロマチン間には様々な核内構造体が存在しており下記のようにまとめられている。
| 核内構造体名           | サイズ（μm） | 数    | マーカー蛋白質 | 含有RNA                      | 推定機能                               |
| ---------------------- | ------------ | ----- | -------------- | ---------------------------- | -------------------------------------- |
| パラスペックル         | 0.2~1        | 2~20  | PSPC1          | NEAT1、CTN-RNA               | イノシン化mRNAの係留                   |
| 核小体                 | 3~8          | 1~4   | フィブラリン   | rRNA前駆体、snoRNA           | リボソームの生合成                     |
| 核スペックル           | 2~3          | 20~50 | SC35           | MALAT1、未同定ポリA付加RAN   | スプライシング因子の貯蔵               |
| 核ストレスボディ       | 1~2          | 2~6   | HSF1           | SatⅢ RNA                     | ストレス時の転写やスプライシングの制御 |
| カハールボディ         | 0.2~1.5      | 1~10  | コイリン       | snRNA、scaRNA                | snRNAの生合成や修飾                    |
| 傍核小体コンポーネント | 0.2~1        | 1~2   | PTBP1          | RNAポリメラーゼⅢ転写産物     | RNAポリメラーゼⅢ転写産物の制御         |
| Sam68核ボディ          | 0.5~1        | 1~5   | Sam68          | 未同定RNA                    | 未定                                   |
| ポリコームボディ       | 0.3~1        | 12~16 | BMI1           | TUG RNA                      | 転写制御？                             |
| PMLボディ              | 0.1~1        | 10~30 | PML            | 未検出                       | DNA修復、ウイルス感染防御など          |
| ヒストンローカスボディ | 0.2~1.2      | 2~4   | NPAT           | ヒストンmRNA前駆体、U7 snRNA | ヒストン合成                           |

核内構造体には特異的な蛋白質やRNAが集約しており、また特定の染色体座位に隣接することも知られている。このことから核内構造体は、局所的に特異的制御因子の濃度を上昇させることにより、効率的に遺伝子発現制御を行っていると考えられる。核内構造体は細胞内の巨大分子装置の生合成の場でもある。核小体、カハールボディではそれぞれリボソーム、スプライソソームという巨大なリボヌクレオプロテイン（RNP）複合体の生成が行われている。核小体ではrRNAの転写、RNAプロセシング・修飾、そして蛋白質との会合が秩序だって行われている。一方でRNA成分を必要としないPMLボディではPML蛋白質に付加されるSUMO修飾を介した蛋白質相互作用によって構造構築が起こる。
多くの核内構造体は動的な構造である。多くの核内構造蛋白質は構造体外の核質にも拡散して存在しており、構造体と核質間を一定の速度で出入りしている。FRAPやFLIP解析により、核スペックル蛋白質のSRSF1の80~90％は核スペックルと核質間を動的に移動しており、核スペックルからの解離は核質内での動きに比べて遅いことが明らかになっている。このことはSRSF1が核スペックル内で複数の構成因子と相互作用していることに起因すると考えられる。
核スペックル
核スペックルは核質のクロマチン間に存在し、前駆体mRNAスプライシング因子を多く含む核内構造体である。1細胞あたり25～50個程度存在し、主にスプライシング因子群の貯蔵・会合・修飾の場と考えられている。別名にクロマチン間顆粒ともよばれる。TripahiらはMALAT1にスプライシング因子を核スペックルに局在させる機能があり、選択的スプライシングを調節しているという学説を提唱している。
パラスペックル
パラスペックルは2002年にFoxらによって発見された核内構造体である。この核内構造体はしばしば核スペックルの近傍に局在することからパラスペックルと命名された。電子顕微鏡観察からパラスペックルの平均直径は360nmであり1993年にVisaらによって報告されていたクロマチン間顆粒関連構造（interchromatin granules associated zone、IGAZ）と同一のものであることが明らかになった。パラスペックルは哺乳類のほとんどの培養細胞に存在し、細胞株によってその数は2~20個と変動する。一方で成人マウス組織ではごく一部の細胞でしかパラスペックルは観察されない。このことからパラスペックルは特定のストレス下で形成されることが示唆された。パラスペックルは後述する通りNEAT1という特異的なncRNAを中心に形成される。またパラスペックルに局在している40種類以上の蛋白質の大部分がRNA結合蛋白質であることから、ncRNAによって多数のRNA制御因子が集約した構造体と考えられている。一方でパラスペックルの機能については、知見が乏しいがRNAエディティングによって高度にイノシン化されたmRNAをパラスペックル上に係留し、外的な刺激に応答した核外輸送と翻訳を誘導する可能性が提唱されている。パラスペックル構造はRNase処理によって崩壊することからRNA分子が構造維持に関わることが示唆された。2009年に4つのグループからほぼ同時にパラスペックルに局在するNEAT1 ncRNAがパラスペックル形成・維持に必須であることが報告された。アンチセンス化学修飾オリゴヌクレオチドを用いた核内ノックダウン法を用いて用いてNEAT1を分解したところ、パラスペックル構造は崩壊した。また可逆なRNAポリメラーゼⅡ転写阻害剤DRB（5,6-dichloro-1-β-D-ribofuranosylbenzimidazole）による転写阻害によって一度崩壊したパラスペックルが再構築する際にNEAT1が必要であった。